# Oživlá historie

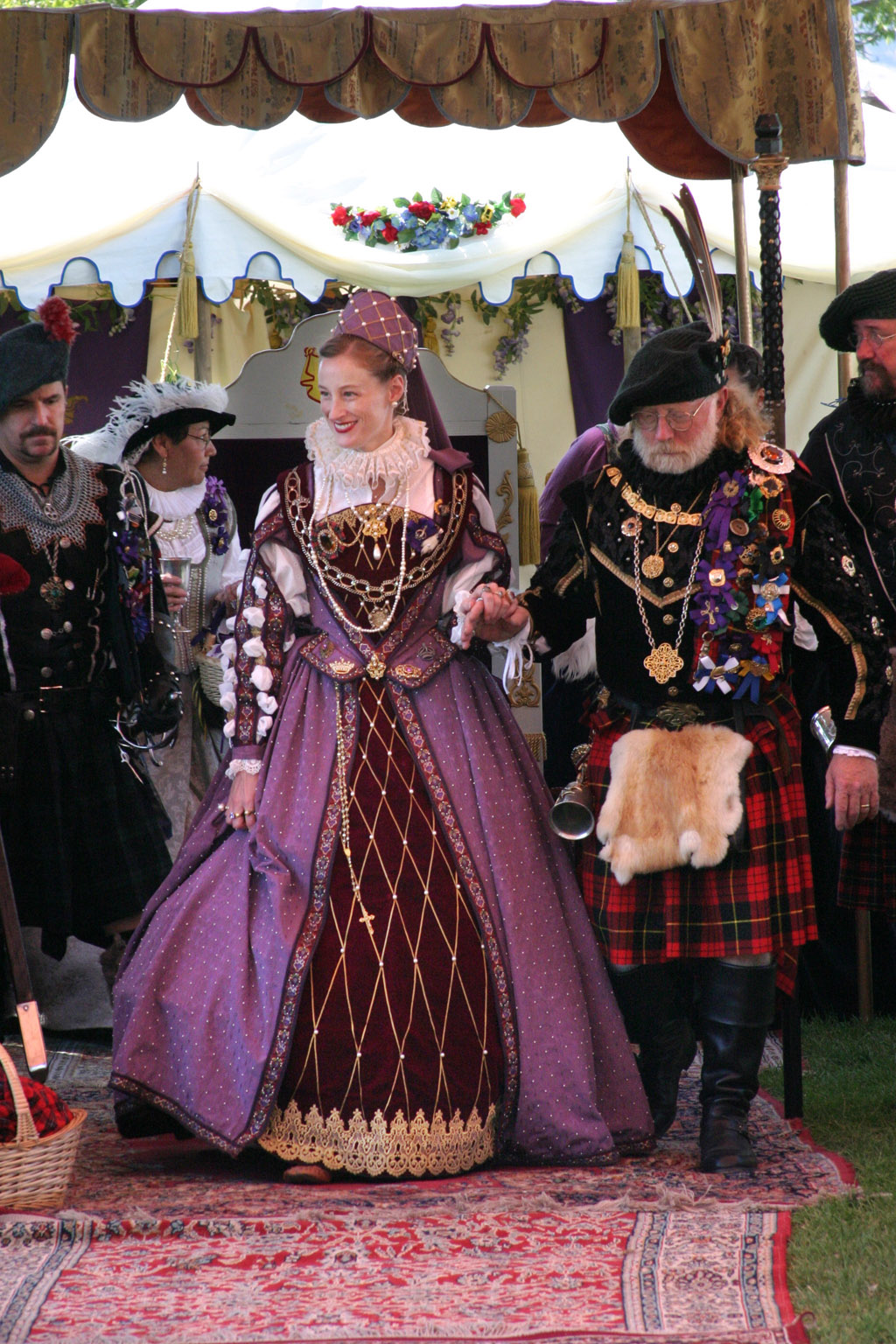
Žena v roli Marie Stuartovny

Živá historie či oživlá historie, často používaná je zkratka LH (z angl. Living history), je aktivita, která usiluje o co největší přiblížení se životu v určité historické době. Zatímco historický šerm se zabývá představováním pouze úzké třídy válečníků, živá historie má teoreticky záběr o mnoho širší a válečnictví je považováno pouze za jedno z mnoha ztvárňovaných řemesel. Na rozdíl od historického šermu není prvořadým cílem oživlé historie efekt, ale historická věrnost představovaných postupů a užívaných předmětů od ošacení po nástroje.